# They Were Expendable
They Were Expendable (Brasil: Fomos os Sacrificados ) é um filme norte-americano de 1945, do gênero guerra, dirigido por John Ford e estrelado por Robert Montgomery e John Wayne.

## A produção
They Were Expendable é tido como um dos melhores e mais subestimados filmes sobre a Segunda Guerra Mundial. Uma das principais obras de John Ford, o filme é um tributo à Marinha (particularmente as lanchas torpedeiras conhecidos como PT boats) e àqueles que lutaram no conflito. Um produto da época, a película é impregnada de patriotismo, mas possui um tom sombrio e evita falsos heroísmos e o melodrama fácil, inclusive nas cenas românticas.
Tanto o diretor Ford quanto o roteirista Frand 'Spig' Wead eram veteranos da Marinha. Ford, inclusive, recebera um Oscar pelo documentário The Battle of Midway em 1942. Já Robert Montgomery acabara de servir na mesma Marinha por quatro anos, como capitão de um PT boat. Assim, não admira que, quando adoeceu, Ford tenha confiado a ele a direção de várias cenas, em detrimento do amigo de longa data John Wayne—que não servira.
O filme recebeu duas indicações ao Oscar, nas categorias Melhores Efeitos Especiais e Melhor Mixagem de Som.
Segundo Ken Wlaschin, They Were Expendable é um dos melhores filmes da carreira de John Wayne.

## Sinopse
Quando começa a guerra no Pacífico, depois do ataque a Pearl Harbor, as tripulações das lanchas torpedeiras querem entrar em acção, mas o Estado Maior dos EUA duvida do seu valor estratégico até ao momento em que ele fica provado em algumas acções de combate. De imediato os tenentes John Brickley e Rusty Ryan dão instrução às equipas dos novos torpedeiros da Marinha dos Estados Unidos estacionados no Pacífico, quando chega a notícia do ataque japonês a Pearl Harbor. Ambos recebem ordens para rumar às Filipinas, onde Rusty é ferido nos primeiros combates e hospitalizado contra a sua vontade. No hospital conhece a tenente-enfermeira Sandy Davis, por quem ele se apaixona. Mas a guerra continua e em breve têm de se separar. Seguem-se a terrível batalha do Mindanau e todas as operações de salvamento e evacuação que lhes são destinadas no teatro de guerra do Pacífico...

## Principais premiações
| Prêmio | Categoria                                        | Situação |
| ------ | ------------------------------------------------ | -------- |
| Oscar  | Melhores Efeitos Especiais Melhor Mixagem de Som | Indicado |

## Elenco
| Ator/Atriz        | Personagem                           |
| ----------------- | ------------------------------------ |
| Robert Montgomery | Tenente John Brickley                |
| John Wayne        | Tenente Rusty Ryan                   |
| Donna Reed        | Tenente Sandy Daviss                 |
| Jack Holt         | General Martin                       |
| Ward Bond         | Boats Mulcahey                       |
| Marshall Thompson | Snake Gardner                        |
| Paul Langton      | Andy Andrews                         |
| Leon Ames         | Major James Morton                   |
| Arthur Walsh      | Jones                                |
| Donald Curtis     | Tenente Shorty Long                  |
| Cameron Mitchell  | George Cross                         |
| Tom Tyler         | Capitão no aeroporto (não-creditado) |